# Льюис Кэрролл

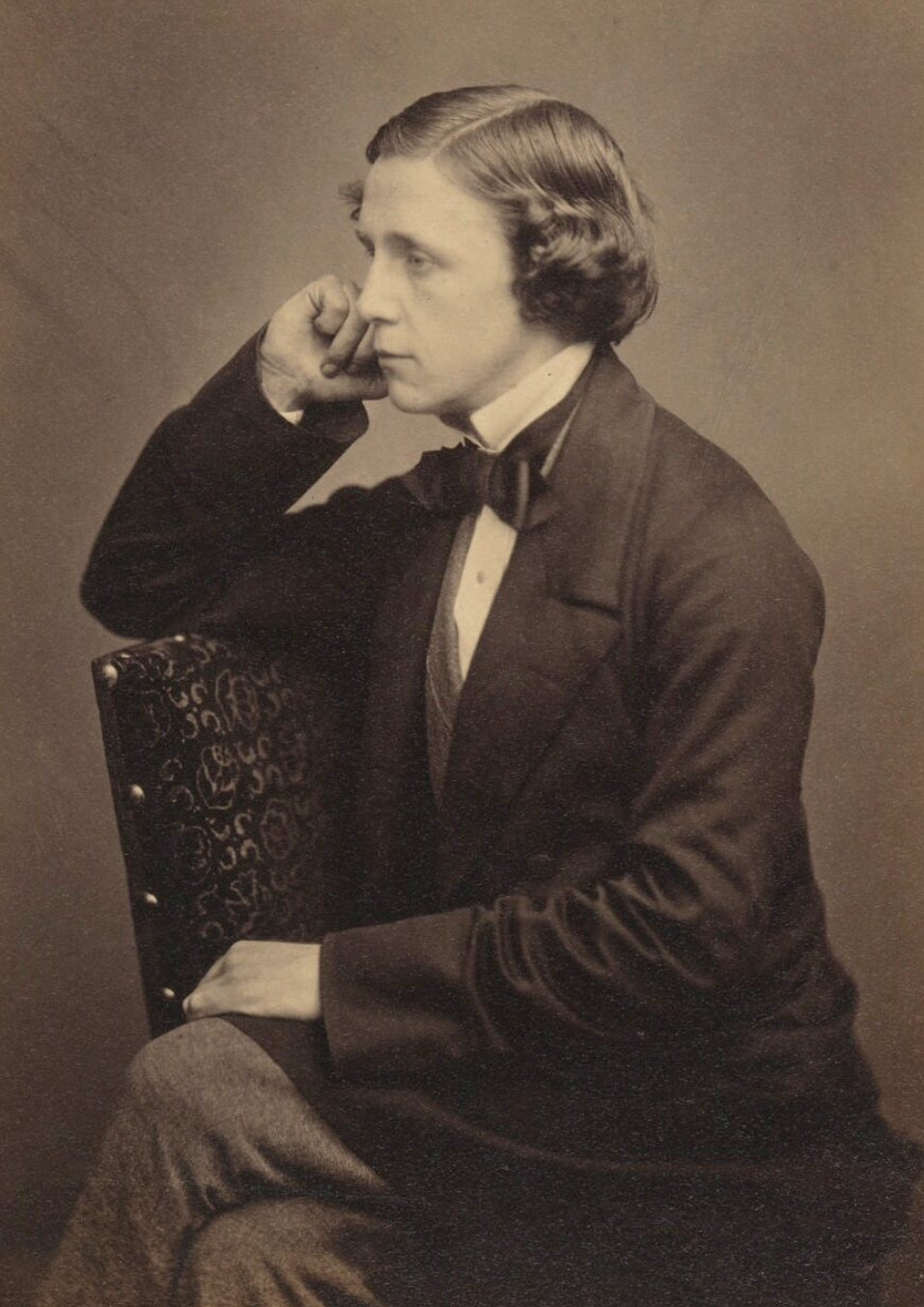
Льюис Кэрролл. Фотоавтопортрет

Лью́ис Кэ́рролл (англ. Lewis Carroll, настоящее имя Чарльз Лютвидж До́джсон, или Чарльз Латуидж До́джсон (традиционная русская передача; сам Кэрролл произносил свою фамилию Додсон, ˈdɒdsən, ряд современных словарей даёт произношение ˈdɒdʒsən), Charles Lutwidge Dodgson; 27 января 1832 — 14 января 1898) — английский писатель, математик, логик, философ, диакон и фотограф. Наиболее известные произведения — «Приключения Алисы в Стране чудес» и «Алиса в Зазеркалье», а также юмористическая поэма «Охота на Снарка».
Профессор математики Оксфордского университета (1855—1881).

## Биография

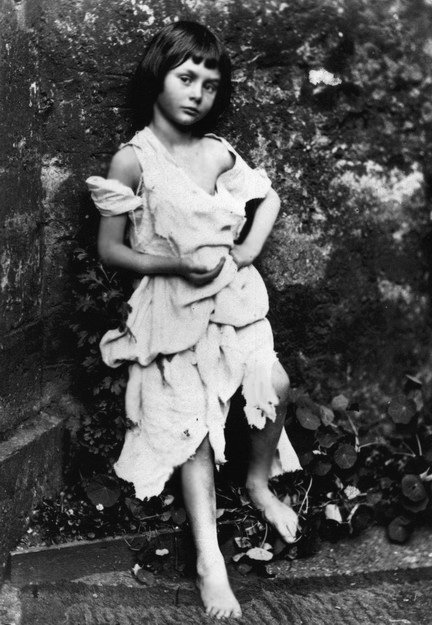
Алиса Лидделл в образе нищенки. Фотография сделана Льюисом Кэрроллом около 1859 года

Льюис Кэрролл родился 27 января 1832 года в доме приходского священника в деревне Дарсбери, графство Чешир. Всего в семье было 7 девочек и 4 мальчика. Учиться начал дома, показал себя умным и сообразительным. Его образованием занимался отец. Был левшой; по непроверенным данным, ему запрещали писать левой рукой, чем травмировали молодую психику (предположительно, это привело к заиканию).
В 12 лет он поступил в небольшую грамматическую частную школу недалеко от Ричмонда. Льюису там понравилось, но в 1845 году ему пришлось поступить в школу Рагби, где мальчику нравилось значительно меньше. В этой школе он проучился 4 года и показал отличные способности к математике и богословию.
В мае 1850 года был зачислен в Крайст-Чёрч, один из наиболее аристократических колледжей при Оксфордском университете, и в январе следующего года переехал в Оксфорд. Учился не очень хорошо, но благодаря выдающимся математическим способностям после получения степени бакалавра выиграл конкурс на чтение математических лекций в Крайст-Чёрч. Он читал эти лекции в течение следующих 26 лет. Они давали неплохой заработок, хотя и были ему скучны.
По уставу колледжа он принял духовный сан, но не священника, а только диакона, что давало ему право читать проповеди без работы в приходе. Писательскую карьеру начал во время обучения в колледже. Писал стихотворения и короткие рассказы, отсылая их в различные журналы под псевдонимом «Льюис Кэрролл». Этот псевдоним был придуман по совету издателя журнала и писателя Эдмунда Йейтса. Он образован из настоящих имён автора «Чарльз Латвидж», которые являются соответствиями имён «Карл» (лат. Carolus) и «Людовик» (лат. Ludovicus). Доджсон выбрал другие английские соответствия этих же имён и поменял их местами.
Другие варианты для псевдонима — Эдгар Катвеллис (имя Edgar Cuthwellis получается при перестановке букв из Charles Lutwidge), Эдгард У. Ч. Вестхилл и Луис Кэрролл — были отброшены. Постепенно приобрёл известность. С 1854 года его работы стали появляться в серьёзных английских изданиях: «Комические времена» (англ. The Comic Times) и «Поезд» (англ. The Train). В 1856 году в колледже появился новый декан — Генри Лидделл (англ. Henry Liddell), вместе с которым приехали его жена и пятеро детей, среди которых была и четырёхлетняя Алиса.
В 1864 году написал знаменитое произведение «Алиса в Стране чудес». Через 3 года диакон англиканской церкви Доджсон вместе с богословом, преподобным Генри Лиддоном (не путать с деканом Генри Лидделлом), посетил Российскую Империю. Это был период богословских контактов англиканской и православной церквей, которыми особо интересовались Лиддон и влиятельный епископ Оксфордский, Сэмюэл Уилберфорс, чьими рекомендательными письмами заручились оба клирика.
Вместе с Лиддоном Кэрролл был принят в Москве и Сергиевом Посаде митрополитом Филаретом (визит был приурочен к 50-летию его пребывания на московской кафедре) и архиепископом Леонидом (Краснопевковым). Маршрут поездки был следующий: Лондон — Дувр — Кале — Брюссель — Кёльн — Берлин — Данциг — Кёнигсберг — Петербург — Москва — Нижний Новгород — Москва — Троице-Сергиева лавра — Петербург — Варшава — Бреслау — Дрезден — Лейпциг — Эмс — Париж — Кале — Дувр — Лондон.
Это была единственная заграничная поездка Кэрролла. Её описал он сам в «Дневнике путешествия в Россию 1867 года» (не предназначался для печати, но издан посмертно), где приводятся туристические впечатления от посещённых городов, заметки о встречах с русскими и англичанами в России и записи отдельных русских фраз.
Публиковал также много научных трудов по математике под собственным именем. Он занимался евклидовой геометрией, линейной и матричной алгеброй, математическим анализом, теорией вероятностей, математической логикой и занимательной математикой (играми и головоломками; поклонником и популяризатором творчества Кэрролла в литературе и занимательной математике был Мартин Гарднер). В частности, он разработал один из методов вычисления определителей (конденсация Доджсона).
Впрочем, его математические работы не оставили сколько-нибудь заметного следа в истории математики, тогда как его достижения в области математической логики опередили своё время. Умер 14 января 1898 года от пневмонии в Гилфорде, графство Суррей. Похоронен там же, вместе с братом и сестрой на кладбище Восхождения.

## Льюис Кэрролл и его хобби
Одним из увлечений Кэрролла была фотография. Наряду с работами Генри Пича Робинсона и Оскара Гюстава Рейландера фотографии Кэрролла относят к пикториализму, для которого характерен постановочный характер съёмок и монтаж негативов. С Рейландером Кэрролл был знаком лично, взял у него несколько уроков и приобрёл коллекцию постановочных детских фотографий. Фотография писателя, сделанная Рейландером, считается классическим фотопортретом середины 60-х годов XIX века. Писатель обладал также коллекцией из 37 фотографий Клементины Гаварден, второй по размеру после коллекции её семьи.
Шахматы также занимали значительное место в жизни Чарльза Лютвиджа Доджсона. Они запечатлены на нескольких фотографиях, которые сделал Кэрролл. Он активно интересовался важными событиями шахматной жизни Великобритании, сам играл в шахматы, учил играть в шахматы детей. Сюжет сказки «Алиса в Зазеркалье» построен на шахматной партии, которую придумал сам писатель, а шахматную диаграмму её начальной позиции он разместил в начале своей книги.
По словам биографа, в число детских увлечений писателя входили прогулки по окрестностям со спусками в заброшенные шахты. Видимо, так зародилась идея с падением Алисы в кроличью нору.

## Личная жизнь
Льюис Кэрролл был холостяком.
По словам Мартина Гарднера, дружба с маленькими девочками была радостью Кэрролла. Девочки без одежды казались ему удивительно красивыми. Кэрролл (с разрешения матерей) рисовал их полуобнажёнными и обнажёнными. Гарднер также уточнял, что сам Кэрролл считал свою дружбу с девочками невинной, и не существовало оснований сомневаться в том, что так оно и было. К тому же, в многочисленных воспоминаниях, которые позже оставили о нём его маленькие подружки, нет ни намёка на какие-либо нарушения приличий.
Увлечения Кэрролла породили слухи и спекуляции о его педофилии. Эта возможность подкрепляется многочисленными современными интерпретациями в ряде его биографий («Lewis Carroll: A Portrait with Background» 1995 года Дональда Томаса, «Lewis Carroll: A Biography» Майкла Бэкуэлла и «Lewis Carroll: A Biography» Мортона Коэна 1996 года), произведений культуры, например, фильме «Dreamchild». Однако в последние десятилетия выяснилось, что большинство его «маленьких» подруг были старше 14 лет, из них многим было по 16—18 лет и более. Подруги Кэрролла в воспоминаниях часто занижали свой возраст. Так, актриса Иза Боумен пишет в своих мемуарах, что в детстве развлекалась рисованием карикатур, и нарисовала Кэрролла на обороте конверта; по её словам, ей тогда было 10 или 11 лет. В действительности ей было не менее 13 лет.
«Модель» Кэрролла Эвелин Хэтч вспоминала «почти молитвенный ритуал выбора позы, чему уделялось огромное внимание…».
Другая «юная подружка» Кэрролла, Рут Гэмлен, в своих мемуарах сообщает, как в 1892 году родители пригласили на обед Кэрролла с гостившей у него в то время Изой. Там Иза описана как «застенчивый ребёнок лет 12», в действительности в 1892 году ей было 18 лет.
С другой стороны, Кэрролл часто использовал слово «ребёнок» (англ. child) применительно к особам женского пола в возрасте 20 и 30 лет. Так, в 1894 году он писал:

Одна из главных радостей моей — на удивление счастливой — жизни проистекает из привязанности моих маленьких друзей. Двадцать или тридцать лет тому назад я бы сказал, что десять — идеальный возраст; теперь же возраст двадцати — двадцати пяти лет кажется мне предпочтительней. Некоторым из моих дорогих девочек тридцать и более: я думаю, что пожилой человек шестидесяти двух лет имеет право всё ещё считать их детьми.
— Льюис Кэрролл
В письме 24-летней Гертруде Четуэй, которую Кэрролл звал погостить у него в Истборне, он оправдывал необычность приглашения своим возрастом. Ему было почти 59 лет.
Как показали исследования французского культуролога и литературоведа, профессора Сорбонны Юга Лебайи и английской писательницы Каролин Лич, даже в переписке, тщательно отобранной для биографии племянником Кэрролла Коллингвудом с целью доказать его увлечённость детьми, больше половины «девочек», с которыми он переписывался, старше 14 лет, а четверть — 18 лет и старше.
В викторианской Англии конца XIX века девочки до 14 лет считались асексуальными. Дружба Кэрролла с ними была, с точки зрения тогдашней морали, совершенно невинной причудой.

## Произведения
- «Полезная и назидательная поэзия» (1845)
- «Алгебраический разбор Пятой книги Эвклида» (1858)
- «Приключение Алисы под землёй» (англ. Alice's Adventures Under Ground)[27][28] (написана до «Алисы в Стране чудес» в ноябре 1864 года, русский перевод Нины Демуровой (2013))
- «Приключения Алисы в Стране чудес», общепринятое в России название «Алиса в Стране чудес» (1865), первый перевод на русский язык был сделан в 1879
- «Сведения из теории детерминантов» (1866)
- «Месть Бруно» (основное ядро романа «Сильвия и Бруно») (1867)
- «Элементарное руководство по теории детерминантов» (1867)
- «Phantasmagoria and Other Poems» (1869)
- «Сквозь зеркало, и что там увидела Алиса», общепринятое в России название «Алиса в Зазеркалье» (1871)
- «Охота на Снарка» (1876)
- Математический труд «Эвклид и его современные соперники»; «Дублеты, словесные загадки» (1879)
- «Эвклид» (I и II книги) (1881)
- Сборник «Стихи? Смысл?» (1883)
- «История с узелками» (A Tangled Tale, 1885) — сборник загадок и игр
- «Логическая игра» (1887)
- «Математические курьёзы» (часть I) (1888)
- «Сильвия и Бруно» (часть I) (1889)
- «Алиса для детей» и «Круглый бильярд»; «Восемь или девять мудрых слов о том, как писать письма» (1890)
- «Символическая логика» (часть I) (1890)
- «Заключение „Сильви и Бруно“» (1893)
- Вторая часть «Математических курьёзов» («Полуночные задачи») (1893)

### Экранизации произведений
- Алиса в Стране чудес (фильм, 1903)
- Алиса в Стране чудес (фильм, 1915)
- Алиса в Стране чудес (мультфильм, 1951)
- Бармаглот (мультфильм, 1971)
- Алиса в Стране чудес (фильм, 1972)
- Бармаглот (фильм, 1977)
- Алиса в Стране чудес (мультфильм, 1981)
- Алиса в Зазеркалье (мультфильм, 1982)
- Твой любящий друг (мультфильм, 1984)
- Алиса в Стране чудес (фильм, 1986)
- Алиса (фильм, 1988)
- Алиса в Зазеркалье (фильм, 1998)
- Алиса в Стране чудес (фильм, 1999)
- Алиса в Стране чудес (мини-сериал)
- Алиса в Стране чудес (фильм, 2010)
- Алиса в Зазеркалье (фильм, 2016)

### Сценические постановки произведений
- Jabberwocky (рок-опера)
- «Беги, Алиса, беги» режиссёра Максима Диденко в Театре на Таганке

### Аудиопостановки
- Алиса в Стране чудес — музыкальная сказка (дискоспектакль) на музыку Владимира Высоцкого, выпущенная студией «Мелодия» в 1976 году.
- В 2005 году вышла «Алиса в Стране Чудес» (+ аудиокнига CD) / Перевод Н. Демуровой. Текст Алисы читает Рената Литвинова, текст от автора — Александр Клюквин, текст Мартовского зайца и других зверей Антон Комолов, текст Чеширского кота — Николай Фоменко; серия «Книги, которые можно слушать».[29]

## Изобретения
- Никтография

## В культуре
- Льюис Кэрролл вместе с героями «Алисы в Стране чудес» является персонажем 23 серии («De l’autre côté du Brouillard», 1993 год, в русском дубляже «По ту сторону тумана») франко-итальянского мультсериала «Орсон и Оливия[фр.]» (в русском дубляже «Тайны Старого Лондона»).